# 田中千吉
田中千吉（1885年3月—?），日本福井县人。实业家，日本统治时期大连市市长。

## 生平
1910年，田中千吉毕业于东京帝国大学政治科。后来他在大连历任关东都督府秘书官、关东厅事务官及参事官、内务局殖产课长、地方课长、大连民政署署长。1930年至1931年8月，田中千吉担任第五任大连市市长，任期未满即辞职。1936年之后，他任大连商工会议所常务议员、大连警防团长、关东州经济调查委员、大连取引所（即大连商品交易所）理事长、大连证券信托株式会社顾问等职务。